# Ermida de Nossa Senhora das Dores
A Ermida de Nossa Senhora das Dores é uma ermida açoriana localizada na Lombinha da Maia, freguesia da Maia, no concelho de Ribeira Grande. É um templo católico sede de um curato sufragâneo da paróquia do Espírito Santo da Maia.
Deve-se a construção deste templo à iniciativa de Jorge Pacheco Botelho que em seu testamento deixara um legado para esse efeito. Tendo a Junta de Paróquia da Maia tomado conhecimento dessa disposição, logo tratou, em Junho de 1891, de constituir uma Comissão de pessoas da Lombinha para tal efeito. No mês seguinte, aparece o menor Jacinto de Melo Lindo, da Lomba da Maia, a oferecer a pedra e em Abril de 1892 a Comissão referida apresentava o risco à Junta de Paróquia, para aprovação. Posta a obra em arrematação pública.  (Dezembro de 1892) a primeira pedra foi Colocada e benzida em 23 de Maio de 1893, pelo Padre Francisco Xavier Schusser, do Colégio Fisher, Se de Ponta Delgada.
Em Maio de 1901 já o templo estava pronto porque o pároco da Maia era autorizado a benzer a capela e respectivos paramentos e alfaias e ai celebrar missa. A bênção do templo, porém, decorreu em Setembro de 1901, com procissão e festa em que pregou o cónego Cristiano de Jesus Borges.
A criação do curato da Lombinha da Maia deveu-se ao decreto de 23 de Outubro de 1902.
A ermida de Nossa Senhora das Dores tem uma só nave sendo a capela, como a imagem, bastante pobre. Junto da sacristia existe Uma pequena capela de recente fundação com a Imagem de Santo António que pertencia a, ermida da Maia, demolida em 1919.
No ano de 1942 a igreja e o adro beneficiaram de grandes melhoramentos. Este templo possui a flor de liz como motivo de ornamentação da fachada, o que se atribui à família Câmara Leite.